# Ulrich Lenz (Intendant)

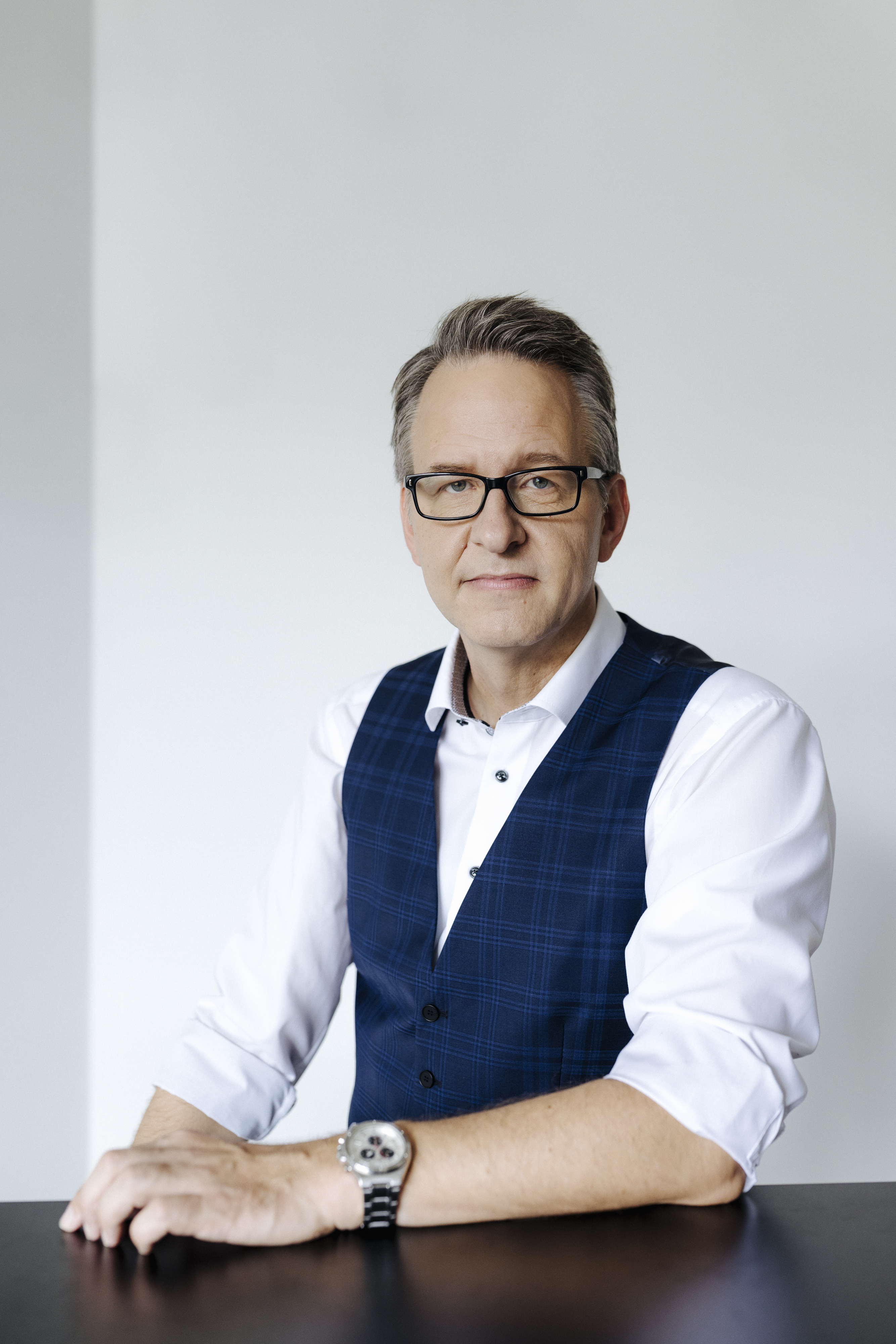
Ulrich Lenz

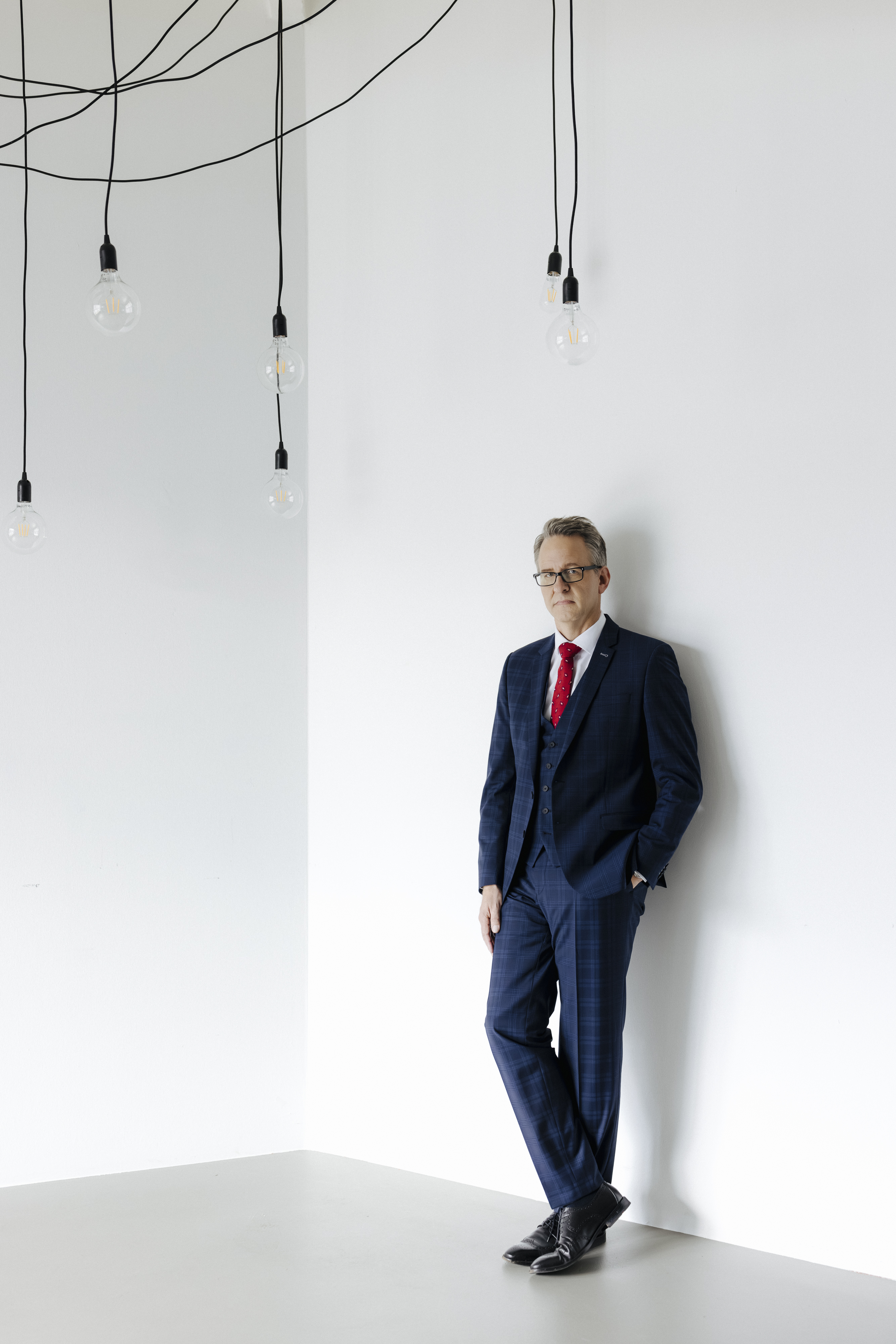

Ulrich Lenz (* 1970 in Schwäbisch Gmünd) ist ein deutscher Musikwissenschaftler, Dramaturg und Intendant der Oper Graz.

## Biografie
Ulrich Lenz studierte Musikwissenschaft, Theaterwissenschaft und Kunstgeschichte in München, Berlin und Mailand. Während seines Italienaufenthaltes war er unter anderem als Korrespondent der Tageszeitung Die Welt tätig. Seine Theaterlaufbahn begann Lenz in der Spielzeit 1997/98 als Dramaturgieassistent an der Staatsoper Stuttgart. In den darauffolgenden Jahren war er als Operndramaturg am Landestheater Linz und am Nationaltheater Mannheim tätig. 2006 wurde er Chefdramaturg an der Staatsoper Hannover, wo er bis 2011 wirkte.
Von 2012 bis 2022 prägte er als Chefdramaturg der Komischen Oper Berlin im Team von Barrie Kosky die programmatische Ausrichtung des Hauses wesentlich mit. Schon zuvor verband ihn mit Kosky eine langjährige Zusammenarbeit, so u. a. bei der mit dem Faust-Preis ausgezeichneten Inszenierung von Leoš Janáčeks Oper Aus einem Totenhaus und der Neuinszenierung des aus vier Teilen bestehenden Opernzyklus Ring des Nibelungen von Richard Wagner an der Staatsoper Hannover.
Die live vom Sender 3sat übertragene Eröffnungsproduktion der Monteverdi-Trilogie an der Komischen Oper Berlin oder die gemeinsam mit der englischen Theatergruppe 1927 kreierte Mozart-Oper Die Zauberflöte, die seit ihrer Premiere an der Komischen Oper Berlin im November 2012 auch an der Los Angeles Opera, der Lyric Opera of Chicago, dem Shanghai Grand Theater, dem Tianqiao Performing Arts Center Peking, dem New National Theatre Tokyo, der Finnische Nationaloper, am Teatro Real Madrid, dem Gran Teatre del Liceu Barcelona, der Opera Narodowa Warschau, der Israeli Opera Tel Aviv und zahlreichen anderen Städten zu erleben war, lag ebenfalls mit im Verantwortungsbereich von Lenz.
Gastengagements als Produktionsdramaturg führten  Ulrich Lenz unter anderem an das Aalto-Theater Essen (Richard Wagners Götterdämmerung), die English National Opera (Castor et Pollux von Jean-Philippe Rameau), das Royal Opera House Covent Garden (Die Nase von Dmitri Schostakowitsch) und zu den Bayreuther Festspielen (Wagners Die Meistersinger von Nürnberg). Lenz arbeitete mit Komponistinnen und Komponisten wie beispielsweise Olga Neuwirth, Elena Kats-Chernin, HK Gruber, Moritz Eggert oder Iiro Rantala, mit Regisseurinnen und Regisseuren wie Stefan Herheim, Lydia Steier, Tobias Kratzer, Philipp Himmelmann oder Matthias Davids und mit Dirigenten wie Adam Fischer, Ivan Fischer, Wladimir Michailowitsch Jurowski, Dennis Russell Davies, Axel Kober oder Philip Jordan.
Lenz verfasste Libretti zu neuen Musiktheaterwerken und übertrug fremdsprachige Opern ins Deutsche. Zudem ist er Mitherausgeber zahlreicher wissenschaftlicher Bücher zu den Themenbereichen lnterkultur im Kulturbetrieb, Operette und Musiktheater für Kinder.
2023 wurde Ulrich Lenz als Intendant an die Oper Graz berufen.